# Васильев, Борис Фёдорович (строитель)
Борис Фёдорович Васильев (24 марта 1903, Москва — 1998) — советский и российский инженер-строитель. Заслуженный строитель РСФСР (1976). Лауреат Государственной премии СССР (1977). Член Союза архитекторов СССР (1962).

## Биография
Борис Васильев родился в Москве 24 марта 1903 года. Учился в классической гимназии. В 1929 году окончил Московское высшее техническое училище со званием инженер-строитель. В 1927—1933 годах принимал участие в проектировании и строительстве Коломенского паровозостроительного завода, Магнитогорского металлургического завода, Мытищинского машиностроительного завода и других сооружений. В 1933—1938 работал на строительстве в Комсомольске-на-Амуре. С 1938 года работал в Москве в Промстройпроекте. Был главным конструктором отдела промышленного строительства. Руководил разработкой конструкций типовых домов для массового строительства. Позднее работал в Гипротисе Госстроя СССР в должности заместителя начальника отдела и главного конструктора института. После того как ряд отделов Гипротиса был объединён с ЦНИИпромзданий, продолжил работу в должности главного специалиста-консультанта.
Участник 1-го Международного конгресса по сборному железобетону в Дрездене, международного симпозиума по предварительно напряжённому бетону в Индии. Опубликовал свыше 40 работ в периодических изданиях. 
В 1962 году вступил в Союз архитекторов СССР. Член секции промышленных зданий Московского организации Союза архитекторов.
Основатель школы специалистов по расчёту и проектированию железобетонных конструкций в Гипротисе и ЦНИИпромзданий. Его учениками были А. С. Залесов, Э. Н. Кодыш, И. К. Никитин, Л. Л. Паньшин, Г. П. Володин, И. А. Петров, А. Я. Розенблюм, Л. С. Ямпольский, Н. Г. Келасьев, А. Н. Мамин, Н. Н. Трекин.
Умер в 1998 году.

## Награды и звания
- Государственная премия СССР (1977) — за разработку и внедрение системы унификации промышленных зданий и сооружений[4]
- Заслуженный строитель РСФСР (1976)[1][3]